# Edwin Schräder
Edwin Schräder ou Schraeder est un coureur cycliste sur piste danois.
En 1895, il gagne plusieurs courses internationales à Copenhague.
En 1896, Edwin Schrader prend la deuxième place de l'épreuve de vitesse amateur aux Championnats du monde de cyclisme sur piste 1896 au vélodrome d'Ordrup de Copenhague. L'année suivante, il devient champion du monde de cette discipline à Glasgow,,.

## Palmarès sur piste

### Championnats du monde
- Copenhague 1896
  -  Médaillé d'argent de vitesse amateur

- Glasgow 1897
  -  Champion du monde de vitesse amateurs

### Championnats nationaux
- Champion du Danemark : 1896 sur 1/2 mile et 5 miles[5]